# Гаджиев, Хаджимурад
Хаджимурад Гаджиев (азерб. Hacımurad Hacıyev; 12 октября 2000 год, с. Аргвани, Гумбетовский район, Дагестан, Россия) — азербайджанский борец вольного стиля, бронзовый призёр Европейских игр 2019 года. Чемпион мира 2018 года среди юниоров.

## Биография
Родился в 2000 году в селе Аргвани Гумбетовского района Дагестана. С 2016 года выступает за Азербайджан на различных международных соревнованиях по вольной борьбе. 
В 2018 году на чемпионате мира среди юниоров, который проходил в словацкой Трнаве, в весовой категории до 70 кг, он поборов всех своих соперников завоевал титул чемпиона мира. 
В июне 2019 года был приглашён в сборную Азербайджана по борьбе для участия на Европейских играх в Минске. В весовой категории до 74 кг он завоевал бронзовую медаль.
В марте 2021 года на европейском отборочном турнире в Будапеште, завоевал лицензию на Олимпийские игры в Токио. В конце июня 2021 года Хаджимурад получил травму, из-за которой не смог выступить на Олимпийских играх, вместо него на турнир отправился Туран Байрамов.